# The Houseguest
The Houseguest je americký mysteriózní film, který natočil režisér Franza Harlanda podle scénáře Judith Marshall a Frederica Laheyho. Hlavní roli mladé ženy Marly ve filmu hrála Zoë Lund, ke které přijde na návštěvu tulák Anastas, kterého hraje malíř Bolek Greczynski. Jejího manžela hraje hudebník John Cale, který rovněž složil originální hudbu pro film. Přestože byl film natočen již na přelomu let 1986 a 1987, premiéru měl až v roce 1989.

## Obsazení
| Zoë Lund         | Marla       |
| Bolek Greczynski | Anastas     |
| John Cale        | Hubley      |
| Judy Niland      | návštěvnice |